# Jan Trzeciok
Jan Trzeciok (ur. 19 lipca 1914 w Biadaczu - zm.?) – drukarz, działacz Związku Polaków w Niemczech.

## Życiorys
Urodził się w 1914 roku w podopolskiej wiosce Biadacz, gdzie 3 lata uczęszczał do niemieckiej szkoły ludowej. W latach 1923–1929 uczęszczał do polskiej szkoły mniejszościowej w Biadaczu. Po uskoczeniu szkoły pracował jako robotnik w drukarni "Nowin" w Opolu, gdzie uczy się zawodu drukarza. Od 1934 roku pracuje jako drukarz przy drukowaniu "Nowin Codziennych", "Dziennika Raciborskiego", "Głosu Pogranicza i Kaszub" oraz "Młodego Polaka w Niemczech". Był członkiem Związek Polskiej Młodzieży Katolickiej na Śląsku Opolskim oraz działaczem Związku Polaków w Niemczech.